# Edris Hijrat
Edris Hijrat (* 31. Januar 1990 in Lillestrøm, Norwegen) ist ein afghanischer Fußballnationalspieler.

## Karriere

### Verein
Hijrat startete seine Karriere in der Jugendabteilung des Fredrikstad FK, von wo er 2009 nach Amsterdam zu FC Omniworld wechselte. Im Sommer 2011 und der Auflösung von Omniworld, wechselte er zum Topklasse-Klub Quick ’20. Im Januar 2013 verließ er Quick ’209 und ging zum NSC Nijkerk.

### Nationalmannschaft
Seit 2009 ist Hijrat A-Nationalspieler für die afghanische Fußballnationalmannschaft. Er kam jedoch aufgrund des Afghanistan-Krieges, erst im Februar 2013 zum A Länderspiel-Debüt.